# Roland Guillon
Pour les articles homonymes, voir Guillon (homonymie).
Roland Guillon est un sociologue français, né en 1942, connu autant pour ses travaux  sur le problème de l’emploi, du capital que pour son approche particulièrement novatrice du jazz.

## Biographie
Il est ingénieur de recherche au centre d’économie et d’éthique sur l’environnement et le développement de l’Université de Versailles-Saint-Quentin-en-Yvelines. Spécialiste de l’emploi et de la formation, il a effectué plusieurs missions en Afrique de l’ouest.
Fin mélomane, il est à l'origine de la définition du concept de "New Wave" en jazz. S'inspirant de ce qu'on a appelé "New Thing" à la fin des années 1950, il estime que le terme est inapproprié et remplace cette chose ("thing") par une vague ("wave"), mot qui dit le mouvement, peut-être pour signifier la permanence du swing. Davantage que mouvement, cette vague est force, puissance tout entière exprimée par les musiciens new wave.
Ce courant se veut désormais la synthèse de deux principaux styles de jazz, le hard bop et le free jazz. Il s'agit en réalité moins d'une addition que d'un vecteur de l'un vers l'autre. Ainsi, sont compositeurs ou interprètes de new wave des artistes qui s'investissent dans les deux courants, mais pas seulement.
Dans La New Wave, un jazz de l’entre deux,  Roland Guillon établit une chronologie du style et analyse plusieurs disques essentiels à la compréhension du mouvement. Ornette Coleman puis John Coltrane et Don Cherry en sont d'illustres membres, ainsi que des musiciens plus méconnus comme Prince Lasha.